# Okręg wyborczy Bewdley
Okręg wyborczy Bewdley powstał w 1614 r. i wysyłał do angielskiej, a następnie brytyjskiej, Izby Gmin jednego deputowanego. Okręg obejmował miasto Bewdley w hrabstwie Worcestershire. Utworzony został jako okręg miejski, ale w 1885 r. zmieniono go w okręg ziemski. Okręg został zlikwidowany w 1950 r.

## Deputowani do brytyjskiej Izby Gmin z okręgu Bewdley
- 1621–1622: Thomas Edmondes
- 1640–1642: Henry Herbert
- 1648–1653: Nicholas Lechmere
- 1659–1659: Edward Pytts
- 1659–1660: Nicholas Lechmere
- 1660–1661: Thomas Foley
- 1661–1673: Henry Herbert
- 1673–1677: Thomas Foley
- 1677–1679: Henry Herbert
- 1679–1685: Philip Foley
- 1685–1689: Charles Lyttelton
- 1689–1694: Henry Herbert
- 1694–1708: Salwey Winnington, torysi
- 1708–1709: Henry Herbert, wigowie
- 1709–1710: Charles Cornwall
- 1710–1710: Anthony Lechmere, wigowie
- 1710–1715: Salwey Winnington, torysi
- 1715–1722: Grey James Grove, wigowie
- 1722–1734: Crewe Offley
- 1734–1735: William Bowles
- 1735–1741: Phineas Bowles
- 1741–1748: William Bowles
- 1748–1755: William Lyttelton
- 1755–1761: William Finch
- 1761–1768: Edward Winnington
- 1768–1769: Thomas Lyttelton
- 1769–1774: Edward Winnington
- 1774–1790: William Lyttelton
- 1790–1796: George Lyttelton
- 1796–1814: Miles Peter Andrews
- 1814–1818: Charles Edward Wilson
- 1818–1832: Wilson Aylesbury Roberts
- 1832–1837: Thomas Winnington, wigowie
- 1837–1847: Thomas Winnington, wigowie
- 1847–1848: Thomas Ireland, Partia Konserwatywna
- 1848–1852: William Montagu, wicehrabia Mandeville, Partia Konserwatywna
- 1852–1868: Thomas Winnington, Partia Liberalna
- 1868–1869: Richard Atwood Glass, Partia Konserwatywna
- 1869–1869: John Cunliffe, Partia Konserwatywna
- 1869–1874: Augustus Anson, Partia Liberalna
- 1874–1880: Charles Harrison, Partia Liberalna
- 1880–1885: Enoch Baldwin, Partia Liberalna
- 1885–1892: Edmund Lechmere, Partia Konserwatywna
- 1892–1908: Alfred Baldwin, Partia Konserwatywna
- 1908–1937: Stanley Baldwin, Partia Konserwatywna
- 1937–1950: Roger Conant, Partia Konserwatywna